# سلستین سوم

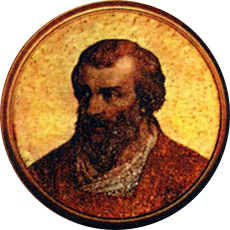
پاپ سلستین سوم

پاپ سلستین سوم (به انگلیسی: Celestine III) ( تولد: ۱۱۰۶ - درگذشت : ۸ ژانویه ۱۱۹۸ ) یکی از پاپ‌های کلیسای کاتولیک رم بود که در رم به دنیا آمد و از ۱۱۹۱ تا ۱۱۹۸ میلادی پاپ بود. 